# Egyes-kő
Az Egyes-kő (románul: Piatra Singuratică) egy kiálló sziklatömb a Hagymás-hegységben, Hargita megye keleti részén. Délnyugati oldalában, 1504 méteres magasságban található az Egyeskő menedékház, amelyet 1932-ben építettek.
Alkotói, Benke Gyula szobrászművész és Végh Gyula építőmérnök az Egyes-kőről mintázták a budapesti állatkert (a Fővárosi Állat- és Növénykert) 1912-re elkészült Nagyszikláját.

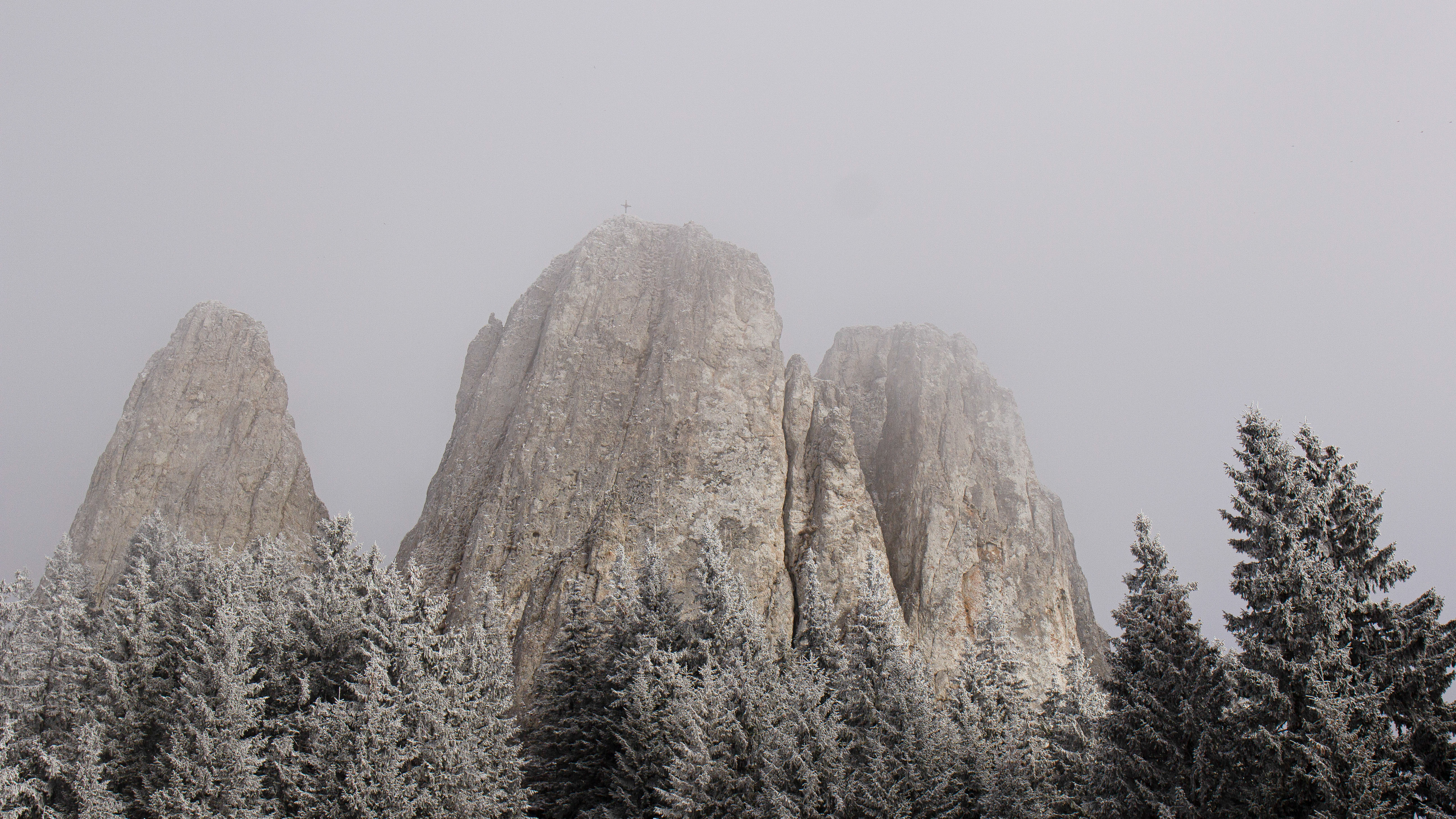
Az Egyes-Kő november végén